# John Sinding
John Sinding (født 16. maj 1941) er en forhenværende dansk fodboldtræner. Som fodboldspiller optrådte han for Vordingborg IF og Glostrup IC i de lavererangerende lokale serier og samt for Skovshoved IF i divisionerne. Efter afslutningen på den aktive spillerkarriere besluttede Sinding at fortsætte i trænergerningen og i løbet af en godt 25 år lang trænerkarriere var han ansat i jobfunktioner som cheftræner, ynglingetræner, målmandstræner samt manager for samlet 10 forskellige danske fodboldklubber. Højdepunktet i trænerkarrieren fandt sted i begyndelsen af 1980'erne, da han sammen med Hvidovre IF blev vinder af pokalturneringen i 1979/80-sæsonen (klubbens første pokaltitel) og efterfølgende var med til at sikre klubbens tredje Danmarksmesterskab i 1981-sæsonen.
Udenfor idrættens verden har Sinding været direktør og indehaver af firmaet W. Johansen ApS.

## Spillerkarriere
Fodboldopdragelsen skete i ungdomsafdelingen hos Skovshoved IFs fodboldafdeling. I sin aktive spillerkarriere som 1. senior repræsenterede Sinding i 1960'erne fodboldafdelingerne i Vordingborg IF, Glostrup IC og barndomsklubben Skovshoved IF. Her opnåede Sinding spilletid i en række sæsoner i henholdsvis divisionerne for Skovshoved IF og de lokale serier for Vordingborg IF og Glostrup IC. Derudover har John Sinding repræsenteret SBU's Junior og ynglingehold, samt SBU's Senior hold.

## Trænerkarriere
Sinding startede sin trænerkarriere i den daværende serieklub Glostrup IC. I 1968 blev Sinding ansat som ny ynglingetræner i ungdomsafdelingen for københavnske naboklub Brøndby IF. Under hans ledelse på trænerposten formåede klubbens ynglingehold i 1969 at rykke op i elite-ynglingerækken, hvor man i sin første sæson endte på en samlet fjerdeplads i tabellen. Sinding forblev som ynglingetræner i klubben i halvandet år.
Allerede som blot 29-årig blev Sinding i 1970 tilknyttet Brøndby IFs 1. seniortrup, på dette tidspunkt lokaliseret i de lokale serier under Sjællands Boldspil-Union (SBU), som dens cheftræner – i første omgang for den kommende sæson, der således blev hans første sæson som 1. seniortræner. Efter den fuldstændige sammenlægning af de største idrætsforeninger i Brøndbyøster og Brøndbyvester, hvis resultat blev Brøndby IF, var man i vestegnsklubbens bestyrelse af den opfattelse, at serieklubben hørte til på et endnu højere niveau. Førsteholdets slutplacering (en 10. plads over nedrykningsstregen) i Sjællandsserien i 1969-sæsonen blev ikke fundet tilfredsstillende og man stoppede samarbejdet med den daværende cheftræner Ib Jensen og foretog en større udskiftning af førsteholdstruppen. Sinding fik med nyansættelsen således stillet som målsætning at sammenspille et næsten helt nyt førstehold og en slutplacering i toppen af Sjællandsserien, der skulle sikre klubben yderligere oprykning til Danmarksserien senest 1971. Målsætningen blev i sidste ende opfyldt, da det lykkedes førsteholdet at vinde sæsonens sidste spillerunde og hermed sikrede sig det sjællandske mesterskab i 1971-sæsonen med automatisk oprykning til Danmarksserien i 1972 i en trup bestående af spillere såsom Per Bjerregaard, Tom Køhlert og Ebbe Skovdahl. Dette var klubbens anden oprykning siden stiftelsen og fusionsklubbens udgangspunkt i Serie 1. I den efterfølgende sæson valgte klubbens ledelse imidlertid at hyre Mogens Johansen som ny på posten som cheftræner og kort tid efter tiltrådte den tidligere udlandsprofessionelle spiller Finn Laudrup som spillende cheftræner for førsteholdet.
Efter den første periode i Brøndby IF fortsatte Sinding som cheftræner for Ballerup IFs førstehold i perioden 1972-1974. Han var således med til at føre klubbens førstehold op fra Danmarksserien (DS) til Danmarksturneringens tredjebedste række (3. division Øst under den daværende DM-struktur) i 1974, hvilket var første gang det var sket i klubbens historie. Førsteholdet, som i 1972-sæsonen blot var et enkelt point fra oprykning, blev vinder af sin DS-pulje ved at slå netop Brøndby IF i den afgørende kamp, hvorefter man også blev kåret som danmarksmestre i Danmarksserien ved at besejre Viborg FF med slutcifrene 1-0. John Sinding tiltrådte på ny cheftrænerposten hos Brøndby IF i 1975 for at træne det nyoprykkede 3. divisionshold. Målsætningen fra ledelsens side af var denne gang en slutplacering blandt de seks øverste og en fortsættelse af klubbens offensivt rettede spillestil. Sindings ophold i klubben varede to sæsoner, der endte uden den ønskede oprykning.
Dernæst gik turen til cheftrænerposter i henholdsvis Skovshoved IF og 1. divisionsklubben B.93 (den daværende bedste danske række), hvor han blev ansat som ny træner i stedet for Erik Gynild. Sinding blev noteret for samlet 80 kampe (26 vundne, 19 uafgjorte og 35 tabte) som cheftræner for førsteholdet i perioden 1977-1979 og var i en kort periode i 1977-sæsonen ydermere træner for klubbens 2. seniorhold i Danmarksserien (kreds 1) i samarbejde med den spillende 2. holdstræner Erling Bøje. Efter sommerpausen i 1979-sæsonen, efter 2½ år hos B.93 med en 13. plads i 1977-sæsonen og en 7. plads i 1978-sæsonen, besluttede Østerbro-klubbens ledelse at fyre Sinding grundet førsteholdets akutte nedrykningsfare. Holdet havde forinden tabt seks kampe i træk og lå på dette tidspunkt på sidstepladsen i 1. division, hvorpå daværende Danmarksserie-træner og manager for førsteholdet Erling Bøje overtog ledelsen i de resterende 15 kampe i 1979-sæsonen og formåede at redde holdets status som 1. divisionsklub i den næstsidste kamp mod Slagelse BK&IF.
Efterfølgende blev han, i 1979, cheftræner for Hvidovre IFs førstehold, som under hans ledelse nåede 1979/80-sæsonfinalen i DBUs Landspokalturnering, hvor man vandt pokaltitlen gennem en 5-3 sejr over Lyngby Boldklub i Københavns Idrætspark. Pokalmesterskabet kvalificerede Hvidovre IF til Europa Cuppen for pokalvindere i 1980/81-sæsonen, hvor holdet i første runde besejrede islandske Fram, men dernæst led et samlet nederlag i anden runde mod hollandske Feyenoord. I 1981-sæsonen blev holdet endvidere Danmarksmestre for tredje gang – et enkelt point foran Lyngby Boldklub på andenpladsen. Han stoppede som cheftræner i Hvidovre IF nogenlunde samtidig med at Michael Manniche i sommeren 1983 blev hentet til portugisiske SL Benfica fra Hvidovre IF. Om sin favorittræner har Michael Manniche udtalt, at "John kunne være både hyggelig og grov. Men på den rigtige måde. Han kunne motivere folk. Der er mange skolelærere i dansk fodbold, men ingen skal få mig til at sige, at der er for mange. Min mentalitet er bare mere til det, som John Sinding står for".
Efter et kort ophold som træner for Glostrup IC's 2. divisionshold (den næstbedste fodboldrække), vendte han imidlertid tilbage til sin forrige klub. Sinding blev med et døgns varsel genansat i en position som manager i Hvidovre IF og gjort ansvarlig for taktiklægning, holdudtagelse, varetagelse af kontraktforhandlinger, opsøgende arbejde og samarbejde med ungdomsafdelingen omkring talentpleje, hvorimod HIF's hidtidige træner Kurt Stendahl fortsatte træningen for en kort stund. Træningen blev sidenhen overtaget af Sinding selv. I oktober 1985, godt et år efter genansættelsen, blev Sinding opsagt som cheftræner efter at førsteholdets spillere havde truet klubbens ledelse med en større spillerflugt, såfremt der ikke kom en fyreseddel. Reaktionen fra Sinding på fyresedlen kom i form af en sagsmål ved Østre Landsret mod Hvidovre IF med et erstatningskrav på 350.000 kroner for uberettiget fyring – i stedet for at klare sagen gennem et forlig. Hvidovre IF rykkede ud af den bedste række efter 1985-sæsonen.
Forud for 1988-sæsonen skiftede Sinding til den nyoprykkede 2. divisionsklub Fremad Amager (den næstbedste række) på en tre-årig kontrakt. 4½ måned før kontraktens udløb besluttede den fire mand store professionelle ApS-bestyrelse sig for at afskedige Sinding med øjeblikkelig varsel den 18. august 1990, hvilket bestyrelsen begrundede med manglende taktiske evner – på trods af at førsteholdet havde været ubesejret i de seneste elleve kampe. Efter 1990-sæsonen rykkede holdet ned i 2. division (det nye navn for den tredjebedste fodboldrække efter indførelsen af Superligaen) og hans reelle afløser på cheftrænerposten, allerede introduceret to måneder inden afskedigelsen, blev ved årsskiftet 1990/1991 klubbens tidligere divisionsspiller Tonni Nielsen. Fyringen af Sinding fik formanden for Fremad Amagers professionelle afdeling, Henning Bjerre, til at trække sig den efterfølgende dag grundet utilfredshed omkring forholdene bag beslutningen truffet af de tre øvrige bestyrelsesmedlemmer.
I efteråret 1991 overtog Sinding ansvaret for Skovshoved IFs 1. seniorhold i den tredjebedste fodboldrække (2. division Øst) for de resterende tre kampe i divisionen. Klubben havde bedt om hans hjælp efter man den forrige uge havde fyret den hidtidige cheftræner Leif Staun. Sinding kunne dog ikke forhindre barndomsklubbens nedrykning.
Den 1. juli 1993 blev Sinding cheftræner i 2. divisionsklubben RB 1906 gældende for et halvt års tid. Sinding afløste den daværende cheftræner, Benny Jensen (1992-1993), der var trådt tilbage i sommerpausen, da han ikke længere kunne få gennemført sine krav og skiftede i stedet til Vanløse IF. RB 1906, som havde mistet halvdelen af forårets spillere, endte 1993 efterårssæsonen på en næstsidste plads i 2. Division Øst, hvilket betød nedrykning til Danmarksserien efter 18 sæsoner som divisionsklub. Sinding blev i foråret 1994 erstattet af Rb 1906's nye cheftræner Carsten Broe (1994-1998).
I september 1996 hentede daværende cheftræner Kim Brink for F.C. København med kort varsel John Sinding ind for at være vikarierende målmandstræner for københavnernes to målmænd, Karim Zaza og den finske landsholdsmålmand Antti Niemi. Dette skyldes, at klubbens normale målmandstræner, den tidligere landsholdsspiller Ole Qvist, var optaget af et fire ugers ferieophold i USA.
Efter to år et halvt år stoppede Peter Schmeichel den 30. juni 2002 sit engagement i 1. divisionsklubben Hvidovre IF's professionelle afdeling, Hvidovre Fodbold A/S, hvorpå klubben stod tilbage uden hverken penge (Schmeichel sørgede dog for at klubben ikke havde flere udeståender) eller træner efter den daværende træner/manager Jan Sørensens afgang i sommerpausen 2002. Eftersom man skulle begynde forfra med ingen økonomi og en ny divisionstrup fortrinsvist bestående af Danmarksserie-spillere, tog forstadsklubbens ledelse derfor kontakt til Sinding og overtalte ham at overtage styringen af holdet i efterårssæsonen 2002 i en ulønnet managerrolle i fællesskab med Sten Ziegler som ansvarlig for den daglige træning. Målsætningen var at stabilisere Hvidovre IFs førstehold i den næstbedste række og undgå nedrykning samt at få et tiltrængt økonomisk pusterum. I vinterpausen 2002/03 lod klubbens ledelse ham gå igen, så den nye cheftræner Jan Christensen fra Danmarksserie-klubben Gladsaxe-Hero Boldklub kunne overtage erhvervet pr. 1. januar 2003.
I januar måned 2008 engagerede Brøndby IF John Sinding kortvarigt i en stilling som såkaldt talentspejder og i denne forbindelse var han i Brasilien for at kikke på offensive ungdomsspillere til U-truppen sammen med den tidligere målmandstræner Jørgen Henriksen.

## Liste over titler/hæder

### Klub
- Brøndby IF:
  - Vinder af Sjællandsserien 1971

- Ballerup IF:
  - Vinder af Danmarksserien 1973

- Hvidovre IF:
  - Pokalmester 1979/80
  - Danmarksmester 1981 (1. division)

## Erhvervsmæssig karriere
Sideløbende med fodboldkarrieren har John Sinding, som blev selvstændig i 1980 efter 12 års virke i fa. Semco, været direktør og indehaver af et privat installationsfirma, W. Johansen ApS med over 33 medarbejdere i Brønshøj, med speciale indenfor ventilation, klimaanlæg og el-installation. W. Johansen VVS ApS blev overtaget af Sinding i januar 1979, som efterfølgende var med til stifte henholdsvis W. Ventilation ApS i januar 1981 og W. Johansen EL i februar 1984 . Sidenhen har Sinding afhændet sin store entreprenør-virksomhed.